# Плох, Ютта
Ютта Плох (нем. Jutta Ploch; род. 13 января 1960, Вайсенфельс), в замужестве Шенк (нем. Schenk) — немецкая гребчиха, выступавшая за сборную ГДР по академической гребле в начале 1980-х годов. Чемпионка летних Олимпийских игр в Москве, чемпионка мира, победительница многих регат национального и международного значения.

## Биография
Ютта Плох родилась 13 января 1960 года в городе Вайсенфельс, ГДР. Проходила подготовку в Берлине в столичном спортивном клубе «Берлин-Грюнау».
Первого серьёзного успеха на международном уровне добилась в сезоне 1978 года, когда вошла в состав восточногерманской национальной сборной и побывала на чемпионате мира среди юниоров в Белграде, где одержала победу в зачёте парных рулевых четвёрок.
Благодаря череде удачных выступлений удостоилась права защищать честь страны на летних Олимпийских играх 1980 года в Москве — в составе команды, куда также вошли гребчихи Ютта Лау, Сибилла Райнхардт, Росвита Цобельт и рулевая Лиане Бур, заняла первое место в парных рулевых четвёрках, получив золотую олимпийскую медаль.
После московской Олимпиады Плох осталась в составе гребной команды ГДР и продолжила принимать участие в крупнейших международных регатах. Так, в 1981 году она выступила на чемпионате мира в Мюнхене, откуда привезла награду серебряного достоинства, выигранную в парных рулевых четвёрках — в финале их опередила только команда СССР.
В 1982 году в той же дисциплине стала серебряной призёркой мирового первенства в Люцерне, вновь уступив советской сборной.
На чемпионате мира 1983 года в Дуйсбурге вместе с напарницей Мартиной Шрётер завоевала золотую медаль в парных двойках.
За выдающиеся спортивные достижения награждалась орденом «За заслуги перед Отечеством» в серебре (1980) и золоте (1984).
Впоследствии получила высшее спортивное образование, работала тренером в Берлине.